# Suore scolastiche francescane di Cristo Re
Le Suore Scolastiche Francescane di Cristo Re sono un istituto religioso femminile di diritto pontificio. I membri di questa congregazione pospongono al loro nome la sigla S.S.F.C.R.

## Storia
Nel 1864, per iniziativa di monsignor Franc Kosar, quattro suore francescane insegnanti di Graz aprirono una filiale a Maribor e, nel 1865, fondarono una scuola per fanciulle. Il 13 settembre 1869 la casa si rese autonoma da Graz e diede vita a una nuova congregazione, detta delle Scolastiche Francescane di Cristo Re: la piccola comunità era guidata da Margarita Pucher (1844-1901), considerata fondatrice dell'istituto.
Nel 1871 aprirono la loro seconda casa a Kolonija e, nel 1908, iniziarono a espandersi anche fuori dal territorio europeo (in Egitto e negli Stati Uniti d'America).
L'istituto è aggregato all'Ordine dei Frati Minori dal 23 aprile del 1904: ha ottenuto il pontificio decreto di lode il 9 maggio del 1922 e le sue costituzioni sono state approvate definitivamente dalla Santa Sede il 31 gennaio del 1931. Quando, nel 1941, la Jugoslavia venne invasa dalle forze dell'Asse, le comunità della congregazione vennero disperse e le religiose superstiti si rifugiarono a Roma, dove stabilirono la loro sede generalizia.

## Attività e diffusione
Le suore si dedicano all'istruzione ed educazione cristiana della gioventù, sia in scuole proprie che in quelle statali, dove assumono l'insegnamento della Religione cattolica; organizzano corsi serali di lingua per gli immigrati; operano come catechiste nelle parrocchie; curano l'animazione liturgica; confezionano paramenti sacri; si dedicano all'assistenza agli ammalati e agli anziani, sia negli ospedali che nelle case di cura.
Sono presenti in Europa (Austria, Bosnia ed Erzegovina, Croazia, Germania, Italia, Slovenia, Serbia, Svizzera), Africa (Repubblica Democratica del Congo, Egitto) e America (Argentina, Canada, Paraguay, Stati Uniti d'America, Uruguay). La sede generalizia è a Grottaferrata.
Al 31 dicembre 2005 l'istituto contava 1.165 religiose in 161 case.
Tra i membri più popolari della congregazione, si ricorda Suor Paola nota per la sua partecipazione, accanto a Fabio Fazio, alla trasmissione Quelli che il calcio.